# Redinha
Redinha is een plaats (freguesia) in de Portugese gemeente Pombal en telt 2 363 inwoners (2001).